# PCF11
PCF11 (nom officiel : sous-unité du facteur de clivage et de polyadénylation PCF11) est une protéine (et le gène qui code cette protéine), présente notamment chez l'Homme, qui clive le complexe transcriptionnel, ce qui permet la transcription de l'ADN en ARN.
Lors de la transcription chez les eucaryotes, la maturation de l'extrémité 3' des ARN messagers a lieu en deux étapes : le clivage endonucléolytique du transcrit au niveau d'un site spécifique et l'ajout d'une queue poly(A) (polyadénylation) sur le fragment, en amont du site de clivage. PCFF est une sous-unité du complexe de polyadénylation. Elle se lie à CLP1 pour former le facteur IIm de clivage du pré-ARNm. PCF11 est nécessaire à la terminaison efficace de la transcription par l'ARN polymérase II et peut être impliquée dans la dégradation du produit 3' du clivage du site poly(A). Elle est formée de sept sous-domaines, mais la fonction d'une grande partie de la protéine n'est pas connue.